# 1882 en santé et médecine
| Années de la santé et de la médecine : 1879 - 1880 - 1881 - 1882 - 1883 - 1884 - 1885    |
| Décennies de la santé et de la médecine : 1850 - 1860 - 1870 - 1880 - 1890 - 1900 - 1910 |

Cet article présente les faits marquants de l'année 1882 en santé et médecine.

## Événements
- 13 février : le médecin français Jean-Martin Charcot présente ses travaux sur l'hystérie dans une communication à l'Académie des sciences intitulée « Sur les divers états nerveux déterminés par l'hypnotisation chez les hystériques »[1].

- 24 mars : la découverte par le médecin et microbiologiste Robert Koch du bacille de la tuberculose est annoncée à la Société de physiologie de Berlin[2].
- 28 mars : le pharmacien allemand Paul Carl Beiersdorf obtient un brevet pour un nouveau type de plâtre médical appelé Guttaperchapflastermulle[3].

- Décembre : lors d'un séjour à Messine, l'immunologiste Metchnikoff reconnaît la phagocytose comme une fonction anti-infectieuse exercée par les phagocytes[4]. Il rédige ses résultats le 1er mai 1883[5].

- Fondation de l'École de Nancy par le professeur Hippolyte Bernheim, le médecin de ville Ambroise-Auguste Liébeault, le physiologiste Henri-Étienne Beaunis et le juriste Jules Liégeois, en concurrence avec l'École de la Salpêtrière (Paris)[6]. L'hypnose entre dans le domaine médical.
- Heinrich Quincke décrit une forme d'œdème fulgurant[7].

## Naissances
- 5 novembre : David Wilkie (mort en 1938 d'un cancer de l'estomac[8]), chirurgien écossais.
- 7 décembre : Robert Debré (mort en 1978), médecin français, considéré comme l'un des fondateurs de la pédiatrie moderne.